# Country néo-traditionnelle
La country néo-traditionnelle (aussi appelé country hardcore) est un genre de musique country qui rejette la plupart des éléments de la country moderne. Le style souligne le fond instrumental de la musique country des années 1940, des années 1950 et du début des années 1960. Quelques artistes country néo-traditionnel sont parfois associés au style country alternative.

## Histoire
La country néo-traditionnelle naît comme une réaction à la douceur perçue de la musique country moderne. Le néo (ou nouveau) traditionalisme se traduit par un retour aux sources et à une inspiration des œuvres des aînés de la musique country comme Ernest Tubb, Hank Williams et Kitty Wells.
Au milieu des années 1980, Ricky Skaggs, un prodige du picking très inspiré de Bill Monroe et Ralph Stanley, commence à faire de la musique en pensant revenir aux racines de la country. D'autres artistes comme Gail Davies, Randy Travis, George Strait et The Judds suivent ses traces en s'inspirant toujours de la musique country plus traditionnelle. La country néo-traditionnelle devient très populaire durant les années 1980 et 1990, mais est délaissée au profit d'un style plus pop rock connaissant plus de succès dans les classements musicaux à l'approche des années 2000.
Le nouveau (ou « néo ») traditionalisme inspire des anciens de la musique country comme Ernest Tubb, Hank Williams, Kitty Wells et George Jones, et est un précurseur de la catégorisation plus générale connue sous le nom de « new country ». La création du néo-traditionalisme se fait également en contraste avec les artistes plus orientés vers la pop des années 1970 et 1980, tels que Ronnie Milsap et Anne Murray, ainsi qu'avec le flot d'anciens artistes pop (voir B.J. Thomas, Billy Joe Royal, The Osmonds, Bill Medley, Dan Seals et Exile) qui se tournent vers la « country » pour relancer leur carrière.
En 1981, George Strait avait fait ses débuts musicaux avec l'album Strait Country. L'album était basé sur une approche de la musique country traditionnelle et de ses sous-genres, le honky tonk, le Western swing et le Bakersfield sound. L'album est considéré comme un contraste frappant avec les tendances actuelles de la musique country, qui s'appuyaient à l'époque sur la scène country pop des « cow-boys urbains ».
En 2000, George Strait et Alan Jackson enregistrent la chanson Murder on Music Row qui parle du fossé entre les artistes néo traditionnels et les nouveau chanteurs country.

## Différence avec la country alternative
Bien que les termes soient souvent considérés à tort comme des synonymes, la country alternative est différente de la country néo traditionnelle. Les artistes de country alternative ont tendance à rejeter la musique country populaire et grand public et ont généralement un son plus rugueux. Plusieurs artistes de country néo traditionnels, quant à eux, sont justement considérés comme des artistes populaires comme George Strait, Alan Jackson, ou Randy Travis par exemple.